# Fraaie schijnboktor
De fraaie schijnboktor of fraaie schijnbok (Oedemera nobilis) is een keversoort uit de familie van de schijnboktorren (Oedemeridae).

## Uiterlijke kenmerken

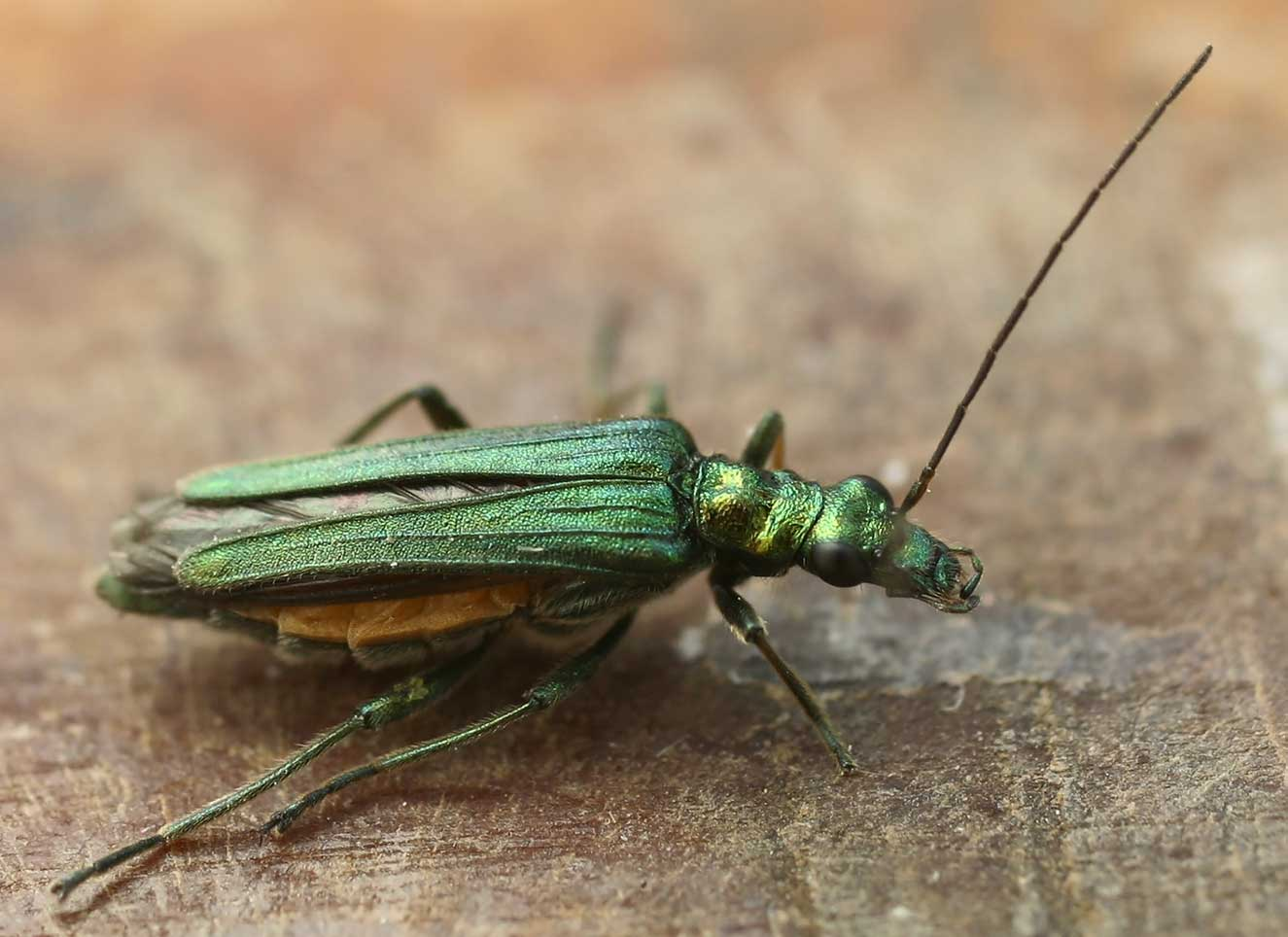
Vrouwtje

De fraaie schijnboktor is een slanke, middelgrote kever met een opvallende metaalglans. De meeste exemplaren zijn heldergroen, maar de kleur kan variëren van blauw tot violet. De dekschilden zijn sterk versmald aan de achterzijde, waardoor de achtervleugels voor een deel onbedekt zijn. De achterpoten van het mannetje hebben sterk opgezwollen dijen. Dit is een typisch kenmerk bij de meeste Oedemera-soorten.
De fraaie schijnboktor kan worden verward met O. flavipes. Deze verwante schijnboktor is echter donkerder gekleurd en heeft bij het mannetje lange witte haartjes op de kop, borstschild en achterste dijbenen.

## Levenswijze

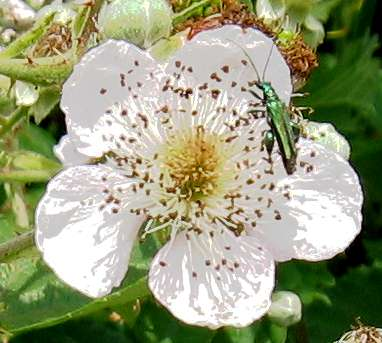
Mannetje op een bloem uit de rozenfamilie

In de lente is de fraaie schijnboktor een frequente bezoeker van diverse bloemsoorten, waar hij zich voedt met  stuifmeel en nectar. De larve ontwikkelt zich in dode stengels van kruidachtige planten van de geslachten Spartium en Cirsium.

## Verspreiding
De fraaie schijnboktor komt voor in een groot deel van Europa en het noordelijkste deel van Noord-Afrika. De kever is met name een talrijke soort in West- en Zuid-Europa, van het Iberisch Schiereiland tot in Griekenland. Hij ontbreekt in de Alpen en in Oost-Europa. In Nederland is de fraaie schijnboktor een van de elf inheemse schijnboktorren.